# Cutting Class
Cutting Class es una película de terror de 1989 dirigida por Rospo Pallenberg y escrita por Steve Slavkin. La película fue el primer papel importante de Brad Pitt.

## Lanzamiento en Video y DVD
La película fue lanzada en VHS en 1997, con una duración de 91 minutos. Una edición "sin clasificar" fue lanzada en DVD en 2007, con una duración de 91 minutos.